# Friedrich Theodor Bode
Friedrich Theodor Bode (* 1812; † 1875) war ein deutscher Finanzbeamter, kurhessischer Politiker und zeitweiliger Minister.

## Leben
Bode wurde nach dem Ende seiner Ausbildung zunächst als Referendar in der Oberfinanzkammer in Kassel angestellt, in der er anschließend als Oberfinanzassessor tätig war. 1847 wechselte er in das Obersteuerkollegium und wurde 1861 zum Oberfinanzrat befördert. 1865 wurde er schließlich zum Direktor der Hauptstaatskasse ernannt. Er wurde Ende Januar 1863 zum provisorischen Vorstand des Finanzministeriums berufen und folgte Ernst Schnackenberg nach. Nach nur rund zwei Wochen Amtszeit wurde er von Carl von Dehn-Rotfelser abgelöst.